# دنیاگیری کووید-۱۹ در بوتان
دنیاگیری کووید-۱۹ در بوتان بخشی از دنیاگیری بیماری کروناویروس ۲۰۱۹ در جهان است. اولین مورد تأیید شده در بوتان در ۶ مارس ۲۰۲۰ در شهر پارو اعلام شد.